# علم جمهورية بنين (نيجيريا)

علم «جمهورية بنين». نسبة العلم: 1:2

العلم الوطني للجمهورية بيافرا. نسبة العلم: 1:2

يتكون علم جمهورية بنين القصيرة الأجل في نيجيريا يتكون من اللونين الأسود والأخضر، حيث يشكل اللون الأسود ثلثي مساحة العلم. العلم مستوحى من علم الدولة المنحلة حالياً بيافرا. كان الاختلاف الرئيسي بين العلمين هو أن علم بيافرا هو علم ثلاثي الألوان من الألوان الأحمر، الأسود، والأخضر. وأيضاً وكما هو الحال مع علم بيافرا، تم توجيهه في المركز مع ارتفاع الشمس الذهبية ولكنه لم يكن لديه شريط ذهبي تحته.